# Wetka
Wetka (belarussisch Ветка) ist eine Stadt in der Homelskaja Woblasz in Belarus. Sie ist das administrative Zentrum des Rajons Wetka.

## Geographie
Wetka liegt 22 Kilometer von der Stadt Homel entfernt.

## Geschichte
Wetka wurde im Jahr 1685 gegründet und befand sich auf dem Territorium von Polen-Litauen. In den Jahren 1735 und 1764 wurde der Ort von einfallenden russischen Truppen niedergebrannt und der Großteil der Bevölkerung dazu gedrängt sich in den östlichen Teilen Russlands niederzulassen. Im Zuge der Ersten Teilung Polens wurde Wetka in das Russische Kaiserreich einverleibt.
1918 war der Ort Bestandteil der Weißrussischen Volksrepublik. Ab 1919 gehörte sie zur Weißrussischen Sozialistischen Sowjetrepublik.
Im Jahr 1925 erhielt Wetka den Status einer Stadt. Am 8. Dezember 1926 wurde sie Zentrum des Rajons Wetka. Vom 18. August 1941 bis zum 28. September 1943 befand sich der Ort unter deutscher Besatzung.
Der Ort wurde bei der Nuklearkatastrophe von Tschernobyl 1986 radioaktiv kontaminiert.

## Sehenswürdigkeiten

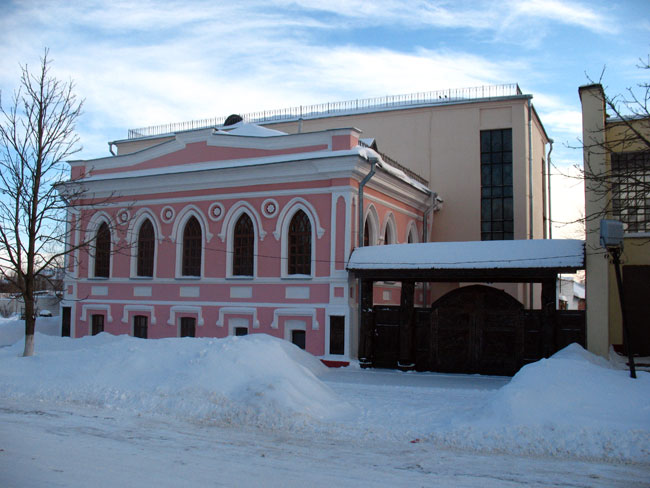
Museum in Wetka

In Wetka befindet sich ein Museum des Alten Glaubens und der belarussischen Traditionen. Des Weiteren verfügt die Stadt über eine Kirche der Fürbitte der Jungfrau sowie eine Kirche und ein Kloster der Jungfrau aus dem 17. Jahrhundert. 